# Леопольд V (ерцгерцог Передньої Австрії)
Леопольд V (нім. Leopold V.; 9 жовтня 1586 — 13 вересня 1632) — єпископ Пассау у 1598—1625 та Страсбургу у 1607—1626 роках, абат Мурбахського монастиря у 1614—1626 роках, штатгальтер (1619—1626), а згодом — граф Тиролю, ерцгерцог Передньої Австрії у 1626—1632. Син правителя Внутрішньої Австрії Карла II та баварської принцеси Марії Анни. Кавалер ордену Золотого руна.

## Життєпис
Леопольд народився 9 жовтня 1586 року у Граці. Він був дванадцятою дитиною та п'ятим сином у родині правителя Внутрішньої Австрії Карла II та його дружини Марії Анни Баварської.
З раннього віку призначався до духовного життя. Закінчивши освіту, ще дитиною, у 1597, став коад'ютором єпископа Пассау, а наступного року — повноцінним наступником на кафедрі без посвяти у сан. Також, у 1600, став коад'ютором єпископа Страсбурга, а 1607 — успадкував єпархію.
Жив при дворі імператора Рудольфа II, чиєю прихильністю користувався. Симпатія можновладця дійшла до того, що він мав намір передати прелату німецьку та богемську корони. Під час війни за клевську спадщину Леопольд очолював імперських найманців.
Настоятель Мурбахського монастиря у 1614—1625 роках.
Особливе покровительство Леопольд надавав єзуїтам. 1611 вони були запрошені в єпархію Пассау, де, за підтримки духовного отця, заснували коледж. Фінансував будівництво церкви коледжу єзуїтів у Мольсаймі у 1614. 1622 — передав керівництву єзуїтів засновану ним школу Gymnasium Leopoldinum.
У 1619 році успадкував своєму кузену, Максимліану III, що був правителем Передньої Австрії та Тиролю. 1623 — отримав титул ерцгерцога на додачу до володарювання феодами. Створив митний дім та єзуїтську церкву в Іннсбруку.
1626-го вирушив до Риму, де склав з себе сан, зрікшись своїх єпархій на користь кузена Леопольда Вільгельма. 19 квітня того ж року одружився.
Нареченою стала 21-річна удовиця герцога Урбіно Клаудія Медічі, що мала 4-річну доньку від першого шлюбу. Весілля відбулося у Іннсбруку і стало яскравою подією свого часу. У подружжя народилося п'ятеро дітей.
У 1632 захищав Тіроль від шведів. Помер 13 вересня 1632 у Шваці. Похований в єзуїтській церкві Іннсбрука.
Владу передав малолітній Фердинанд Карл. Регентство здійснювалось Клаудією де Медічі за допомогою п'яти радників. Дружина пережила його на чотирнадцять років.

## Родина
Дружина — Клаудія Медічі
Дітиː

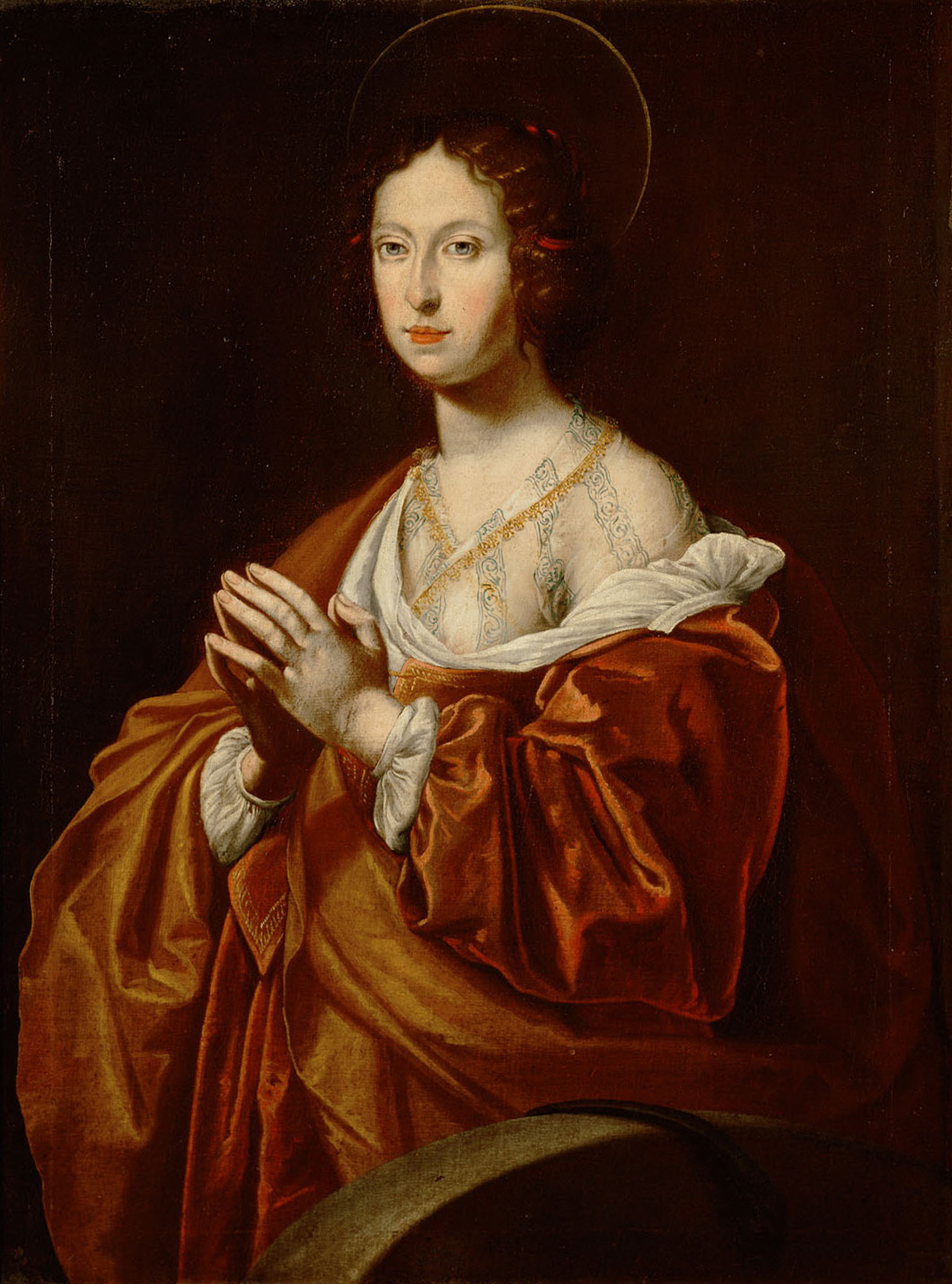
Клаудія Медічі

- Марія Елеонора (1627—1629) — прожила 2 роки;
- Фердинанд Карл (1628—1662) — правитель Передньої Австрії у 1646—1662 роках, був одруженим з Анною Медічі, мав двох доньок;
- Ізабелла Клара (1629—1685) — дружина герцога Мантуї, Невера та Ретеля Карла II, мали єдиного сина, регентка Мантуї у 1665—1669 роках;
- Сигізмунд Франц (1630—1665) — правитель Передньої Австрії у 1662—1665 роках, був одруженим з Ядвіґою Пфальц-Зульцбахською, дітей не мав;
- Марія Леопольдіна (1632—1649) — дружина імператора Священної Римської імперії Фердинанда III, мала єдиного сина.

## Нагороди
- Орден Золотого руна № 367 (1626).